# Wahlkreis Vendée IV
Der Wahlkreis Vendée IV ist seit 1958 ein Wahlkreis (französisch circonscription électorale) für die französische Nationalversammlung.

## Von 1986 bis 2010

### Wahlkreisgebiet
Gesetz vom 24. November 1986 – Der Wahlkreis umfasst 5 Kantone: Les Herbiers, Montaigu, Mortagne-sur-Sèvre, Pouzauges und Saint-Fulgent.

### Ergebnisse

#### Nachwahl 1994
Die Wahl fand am 27. November statt.
| Kandidaten                      | Kandidaten              | Parteien                                 | Stimmen | %    |
| ------------------------------- | ----------------------- | ---------------------------------------- | ------- | ---- |
|                                 | Bruno Retailleaugewählt | MPF – Mouvement pour la France           | 25.319  | 67,1 |
|                                 | Jean-Louis Berland      | SOC – Parti socialiste                   | 4.564   | 12,1 |
|                                 | Jean-Pierre Leloup      | UDF – Union pour la démocratie française | 2.572   | 6,8  |
|                                 | Philippe Boursier       | ECO – Les Verts                          | 1.979   | 5,2  |
|                                 | Christian Proust        | FN – Front national                      | 1.818   | 4,8  |
|                                 | Magali Burgaud          | COM – Parti communiste français          | 812     | 2,2  |
|                                 | Jean-Claude Grissot     | MRG – Mouvement des radicaux de gauche   | 303     | 0,8  |
|                                 | Claude Karsenti         | DIV – Alternance démocratique            | 160     | 0,4  |
| Gesamt                          | Gesamt                  | Gesamt                                   | 37.729  | 100  |
|                                 |                         |                                          |         |      |
| Ungültige Stimmen               | Ungültige Stimmen       | Ungültige Stimmen                        | 2.000   | 5,0  |
| Wähler                          | Wähler                  | Wähler                                   | 39.729  | 51,4 |
| Wahlberechtigte                 | Wahlberechtigte         | Wahlberechtigte                          | 77.297  |      |
|                                 |                         |                                          |         |      |
| Quelle: Conseil constitutionnel |                         |                                          |         |      |

#### Parlamentswahl 1997
| Kandidaten                  | Kandidaten                  | Parteien                                  | 1. Wahlgang | 1. Wahlgang | 2. Wahlgang | 2. Wahlgang |
| Kandidaten                  | Kandidaten                  | Parteien                                  | Stimmen     | %           | Stimmen     | %           |
| --------------------------- | --------------------------- | ----------------------------------------- | ----------- | ----------- | ----------- | ----------- |
|                             | Philippe de Villiersgewählt | DVD – La Droite indépendante (MPF – CNIP) | 26.560      | 47,4        | 36.931      | 68,3        |
|                             | Philippe Boursier           | VEC – Les Verts                           | 11.525      | 20,6        | 17.103      | 31,7        |
|                             | Marcel Albert               | RPR – Rassemblement pour la République    | 10.465      | 18,7        |             |             |
|                             | Christian Proust            | FN – Front national                       | 3.852       | 6,9         |             |             |
|                             | Madeleine Lelièvre          | DVD – Unabh.                              | 1.806       | 3,2         |             |             |
|                             | Magali Burgaud              | COM – Parti communiste français           | 1.775       | 3,2         |             |             |
| Gesamt                      | Gesamt                      | Gesamt                                    | 55.983      | 100         | 54.034      | 100         |
|                             |                             |                                           |             |             |             |             |
| Ungültige Stimmen           | Ungültige Stimmen           | Ungültige Stimmen                         | 4.419       | 7,3         | 3.876       | 6,7         |
| Wähler                      | Wähler                      | Wähler                                    | 60.402      | 76,6        | 57.910      | 73,5        |
| Wahlberechtigte             | Wahlberechtigte             | Wahlberechtigte                           | 78.829      |             | 78.825      |             |
|                             |                             |                                           |             |             |             |             |
| Quelle: Assemblée nationale |                             |                                           |             |             |             |             |

#### Parlamentswahl 2002
| Kandidaten                                                            | Kandidaten                  | Parteien                             | Stimmen | %    |
| --------------------------------------------------------------------- | --------------------------- | ------------------------------------ | ------- | ---- |
|                                                                       | Philippe de Villiersgewählt | MPF – Mouvement pour la France       | 38.113  | 67,2 |
|                                                                       | Michelle Devanne            | DVG – Unabh.                         | 9.794   | 17,3 |
|                                                                       | Madeleine Lelièvre          | DVD – Unabh.                         | 2.664   | 4,7  |
|                                                                       | David Lelièvre              | ECO – Unabh.                         | 2.158   | 3,8  |
|                                                                       | Georges Kouskoff            | FN – Front national                  | 1.767   | 3,1  |
|                                                                       | Michel Stambouli            | LO – Lutte Ouvrière                  | 844     | 1,5  |
|                                                                       | Patricia Retailleau         | COM – Parti communiste français      | 775     | 1,4  |
|                                                                       | Christian Proust            | MNR – Mouvement national républicain | 639     | 1,1  |
| Gesamt                                                                | Gesamt                      | Gesamt                               | 56.754  | 100  |
|                                                                       |                             |                                      |         |      |
| Ungültige Stimmen                                                     | Ungültige Stimmen           | Ungültige Stimmen                    | 1.882   | 3,2  |
| Wähler                                                                | Wähler                      | Wähler                               | 58.636  | 68,6 |
| Wahlberechtigte                                                       | Wahlberechtigte             | Wahlberechtigte                      | 85.513  |      |
|                                                                       |                             |                                      |         |      |
| Quellen: Innenministerium, Ergebnis – Assemblée nationale, Kandidaten |                             |                                      |         |      |

#### Nachwahl 2005
Die Wahl fand am 23. Januar statt.
| Kandidaten               | Kandidaten             | Parteien                        | Stimmen | %    |
| ------------------------ | ---------------------- | ------------------------------- | ------- | ---- |
|                          | Véronique Bessegewählt | MPF – Mouvement pour la France  | 22.114  | 70,8 |
|                          | Daniel Rondeau         | SOC – Parti socialiste          | 5.824   | 18,6 |
|                          | Yann Hélary            | VEC – Les Verts                 | 1.884   | 6,0  |
|                          | Patricia Retailleau    | COM – Parti communiste français | 755     | 2,4  |
|                          | Jean-Marie Dieulangard | FN – Front national             | 656     | 2,1  |
| Gesamt                   | Gesamt                 | Gesamt                          | 31.233  | 100  |
|                          |                        |                                 |         |      |
| Ungültige Stimmen        | Ungültige Stimmen      | Ungültige Stimmen               | 1.015   | 3,1  |
| Wähler                   | Wähler                 | Wähler                          | 32.248  | 37,1 |
| Wahlberechtigte          | Wahlberechtigte        | Wahlberechtigte                 | 86.921  |      |
|                          |                        |                                 |         |      |
| Quelle: Innenministerium |                        |                                 |         |      |

#### Parlamentswahl 2007
| Kandidaten               | Kandidaten             | Parteien                                                      | Stimmen | %    |
| ------------------------ | ---------------------- | ------------------------------------------------------------- | ------- | ---- |
|                          | Véronique Bessegewählt | MPF – Mouvement pour la France – UMP                          | 34.458  | 61,0 |
|                          | Jean-François Bolteau  | SOC – Parti socialiste                                        | 9.269   | 16,4 |
|                          | Arnold Schwerdorffer   | UDFD – Union pour la démocratie française/Mouvement démocrate | 6.137   | 10,9 |
|                          | Patrick You            | VEC – Les Verts                                               | 2.501   | 4,4  |
|                          | Martine Aury           | CPNT – Chasse, pêche, nature et traditions                    | 1.062   | 1,9  |
|                          | Jean-Marie Dieulangard | FN – Front national                                           | 937     | 1,7  |
|                          | Anita Barbarit         | DIV – Unabh.                                                  | 814     | 1,4  |
|                          | Jean-Claude Chevallier | COM – Parti communiste français                               | 762     | 1,3  |
|                          | Michel Stambouli       | EXG – Lutte Ouvrière                                          | 585     | 1,0  |
| Gesamt                   | Gesamt                 | Gesamt                                                        | 56.525  | 100  |
|                          |                        |                                                               |         |      |
| Ungültige Stimmen        | Ungültige Stimmen      | Ungültige Stimmen                                             | 1.719   | 3,0  |
| Wähler                   | Wähler                 | Wähler                                                        | 58.244  | 64,1 |
| Wahlberechtigte          | Wahlberechtigte        | Wahlberechtigte                                               | 90.924  |      |
|                          |                        |                                                               |         |      |
| Quelle: Innenministerium |                        |                                                               |         |      |

## Seit 2010

### Wahlkreisgebiet
- Découpage électoral: Ordonnanz n° 2009-935 vom 29. Juli 2009[2] (Ratifikation: Gesetz n° 2010-165 vom 23. Februar 2010[3]) – Keine territorialen Änderungen.
- Redécoupage cantonal: Dekret vom 17. Februar 2014.[4]

### Ergebnisse

#### Parlamentswahl 2012
| Kandidaten               | Kandidaten                | Parteien                                          | Stimmen | %    |
| ------------------------ | ------------------------- | ------------------------------------------------- | ------- | ---- |
|                          | Véronique Bessegewählt    | DVD – Mouvement pour la France – UMP              | 31.806  | 57,0 |
|                          | Maï Haeffelin             | SOC – Parti socialiste                            | 14.248  | 25,6 |
|                          | Maryse Borie              | FN – Front national                               | 3.555   | 6,4  |
|                          | Christian Ricot           | CEN – Mouvement démocrate                         | 2.253   | 4,0  |
|                          | Marie-Françoise Michenaud | FG – Front de gauche (Parti communiste français)  | 1.630   | 2,9  |
|                          | Daniel Rondeau            | VEC – Europe Écologie Les Verts                   | 1.245   | 2,2  |
|                          | Yann Denis                | ECO – Le Trèfle – Mouvement hommes animaux nature | 422     | 0,8  |
|                          | Laurent Orgeas            | ECO – Alliance écologiste indépendante            | 352     | 0,6  |
|                          | Michel Stambouli          | EXG – Lutte Ouvrière                              | 245     | 0,4  |
| Gesamt                   | Gesamt                    | Gesamt                                            | 55.756  | 100  |
|                          |                           |                                                   |         |      |
| Ungültige Stimmen        | Ungültige Stimmen         | Ungültige Stimmen                                 | 1.102   | 1,9  |
| Wähler                   | Wähler                    | Wähler                                            | 56.858  | 60,2 |
| Wahlberechtigte          | Wahlberechtigte           | Wahlberechtigte                                   | 94.523  |      |
|                          |                           |                                                   |         |      |
| Quelle: Innenministerium |                           |                                                   |         |      |

#### Parlamentswahl 2017
| Kandidaten               | Kandidaten                     | Parteien                                   | 1. Wahlgang | 1. Wahlgang | 2. Wahlgang | 2. Wahlgang |
| Kandidaten               | Kandidaten                     | Parteien                                   | Stimmen     | %           | Stimmen     | %           |
| ------------------------ | ------------------------------ | ------------------------------------------ | ----------- | ----------- | ----------- | ----------- |
|                          | Martine Leguille-Balloygewählt | REM – La République en marche              | 23.508      | 46,6        | 24.129      | 62,5        |
|                          | Wilfrid Montassier             | UDI – Union des démocrates et indépendants | 14.005      | 27,8        | 14.475      | 37,5        |
|                          | Anita Lavergne                 | FI – La France insoumise                   | 4.197       | 8,3         |             |             |
|                          | Denise Vicenté                 | FN – Front national                        | 3.678       | 7,3         |             |             |
|                          | Claudine Goichon               | ECO – Europe Écologie Les Verts            | 2.449       | 4,9         |             |             |
|                          | Marie-Françoise Michenaud      | COM – Parti communiste français            | 1.123       | 2,2         |             |             |
|                          | Caroline Rouillier             | DVD – Parti chrétien-démocrate             | 728         | 1,4         |             |             |
|                          | Claude Bour                    | EXG – Lutte Ouvrière                       | 409         | 0,8         |             |             |
|                          | Tiphaine Perrier               | DIV – Union populaire républicaine         | 347         | 0,7         |             |             |
| Gesamt                   | Gesamt                         | Gesamt                                     | 50.444      | 100         | 38.604      | 100         |
|                          |                                |                                            |             |             |             |             |
| Leere Stimmzettel        | Leere Stimmzettel              | Leere Stimmzettel                          | 1.148       | 2,2         | 2.415       | 5,8         |
| Ungültige Stimmzettel    | Ungültige Stimmzettel          | Ungültige Stimmzettel                      | 417         | 0,8         | 839         | 2,0         |
| Wähler                   | Wähler                         | Wähler                                     | 52.009      | 53,1        | 41.858      | 42,8        |
| Wahlberechtigte          | Wahlberechtigte                | Wahlberechtigte                            | 97.894      |             | 97.892      |             |
|                          |                                |                                            |             |             |             |             |
| Quelle: Innenministerium |                                |                                            |             |             |             |             |

#### Parlamentswahl 2022
| Kandidaten               | Kandidaten              | Parteien                                                                         | 1. Wahlgang | 1. Wahlgang | 2. Wahlgang | 2. Wahlgang |
| Kandidaten               | Kandidaten              | Parteien                                                                         | Stimmen     | %           | Stimmen     | %           |
| ------------------------ | ----------------------- | -------------------------------------------------------------------------------- | ----------- | ----------- | ----------- | ----------- |
|                          | Véronique Bessegewählt  | DVD – Unabh. Les Républicains                                                    | 16.904      | 35,0        | 23.336      | 59,7        |
|                          | Martine Leguille-Balloy | ENS – Ensemble ! (La République en marche)                                       | 10.531      | 21,8        | 15.761      | 40,3        |
|                          | Céline Sauvêtre         | NUP – Nouvelle union populaire écologique et sociale (Parti communiste français) | 8.498       | 17,6        |             |             |
|                          | Bruno Dalcantara        | RN – Rassemblement National                                                      | 5.218       | 10,8        |             |             |
|                          | Théodore Babarit        | ECO – Vendécologie                                                               | 2.797       | 5,8         |             |             |
|                          | Denis Le Bars           | DVD – Unabh. (REM Dissident)                                                     | 2.300       | 4,8         |             |             |
|                          | Erick Marolleau         | DVD – Le Mouvement de la ruralité                                                | 665         | 1,4         |             |             |
|                          | Amine Umlil             | DSV – Debout la France                                                           | 630         | 1,3         |             |             |
|                          | Virginie Fouquet        | DVG – Solidarité et progrès                                                      | 438         | 0,9         |             |             |
|                          | Claude Bour             | DXG – Lutte Ouvrière                                                             | 362         | 0,7         |             |             |
| Gesamt                   | Gesamt                  | Gesamt                                                                           | 48.343      | 100         | 39.097      | 100         |
|                          |                         |                                                                                  |             |             |             |             |
| Leere Stimmzettel        | Leere Stimmzettel       | Leere Stimmzettel                                                                | 853         | 1,7         | 2.910       | 6,8         |
| Ungültige Stimmzettel    | Ungültige Stimmzettel   | Ungültige Stimmzettel                                                            | 339         | 0,7         | 868         | 2,0         |
| Wähler                   | Wähler                  | Wähler                                                                           | 49.535      | 48,2        | 42.875      | 41,7        |
| Wahlberechtigte          | Wahlberechtigte         | Wahlberechtigte                                                                  | 102.676     |             | 102.698     |             |
|                          |                         |                                                                                  |             |             |             |             |
| Quelle: Innenministerium |                         |                                                                                  |             |             |             |             |

#### Parlamentswahl 2024
| Kandidaten               | Kandidaten             | Parteien                                                 | 1. Wahlgang | 1. Wahlgang | 2. Wahlgang | 2. Wahlgang |
| Kandidaten               | Kandidaten             | Parteien                                                 | Stimmen     | %           | Stimmen     | %           |
| ------------------------ | ---------------------- | -------------------------------------------------------- | ----------- | ----------- | ----------- | ----------- |
|                          | Véronique Bessegewählt | DVD – Unabh. – Les Républicains                          | 28.086      | 39,3        | 31.068      | 43,4        |
|                          | Jacques Proux          | RN – Rassemblement National                              | 16.345      | 22,9        | 17.613      | 24,6        |
|                          | Julie Mariel-Godard    | UG – Nouveau Front populaire (Parti communiste français) | 13.164      | 18,4        | 12.170      | 17,0        |
|                          | Ilias Nagnouhou        | ENS – Ensemble pour la République (Renaissance)          | 13.192      | 18,5        | 10.796      | 15,1        |
|                          | Claude Bour            | EXG – Lutte Ouvrière                                     | 666         | 0,9         |             |             |
| Gesamt                   | Gesamt                 | Gesamt                                                   | 71.453      | 100         | 71.647      | 100         |
|                          |                        |                                                          |             |             |             |             |
| Leere Stimmzettel        | Leere Stimmzettel      | Leere Stimmzettel                                        | 1.442       | 2,0         | 1.108       | 1,5         |
| Ungültige Stimmzettel    | Ungültige Stimmzettel  | Ungültige Stimmzettel                                    | 533         | 0,7         | 375         | 0,5         |
| Wähler                   | Wähler                 | Wähler                                                   | 73.428      | 70,1        | 73.130      | 69,8        |
| Wahlberechtigte          | Wahlberechtigte        | Wahlberechtigte                                          | 104.717     |             | 104.729     |             |
|                          |                        |                                                          |             |             |             |             |
| Quelle: Innenministerium |                        |                                                          |             |             |             |             |